# Церковь Святого Фомы Кентерберийского
Церковь Святого Фомы Кентерберийского (англ. St Thomas of Canterbury Church) — римско-католическая приходская церковь в городе Кентербери, графство Кент, Англия. Была построена в 1874—1875 годах в неоготическом архитектурном стиле. Расположена в центре города напротив Кентерберийского собора. Это единственная римско-католическая церковь в Кентербери, построенная на месте средневековой церкви (которая была снесена в 1870 году). В церкви покоятся мощи Томаса Беккета (Фомы Кентерберийского).

## История

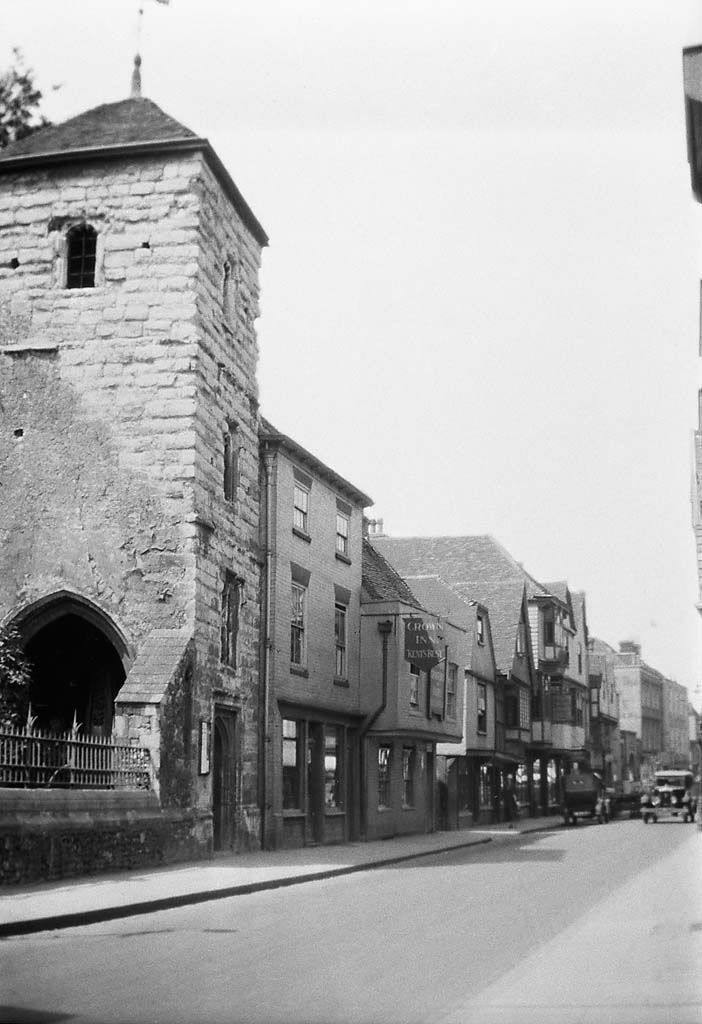
Часовня Святой Марии Магдалины, снесенная в 1871 году. На ее месте была построена Церковь Святого Фомы

### Основание
В 1859 году в городе начала действовать католическая миссия. Её основание стало возможным после того, как Мэри Энн Вуд подарила католическому священнику здание на улице Бургейт-стрит, нынешний пресвитерий. Земля вокруг дома была куплена позже для строительства церкви и школы. На этом земельном участке была построена средневековая часовня, посвященная Деве Марии. В 1871 году часовня была снесена, хотя её башня стоит по сей день.

### Строительство

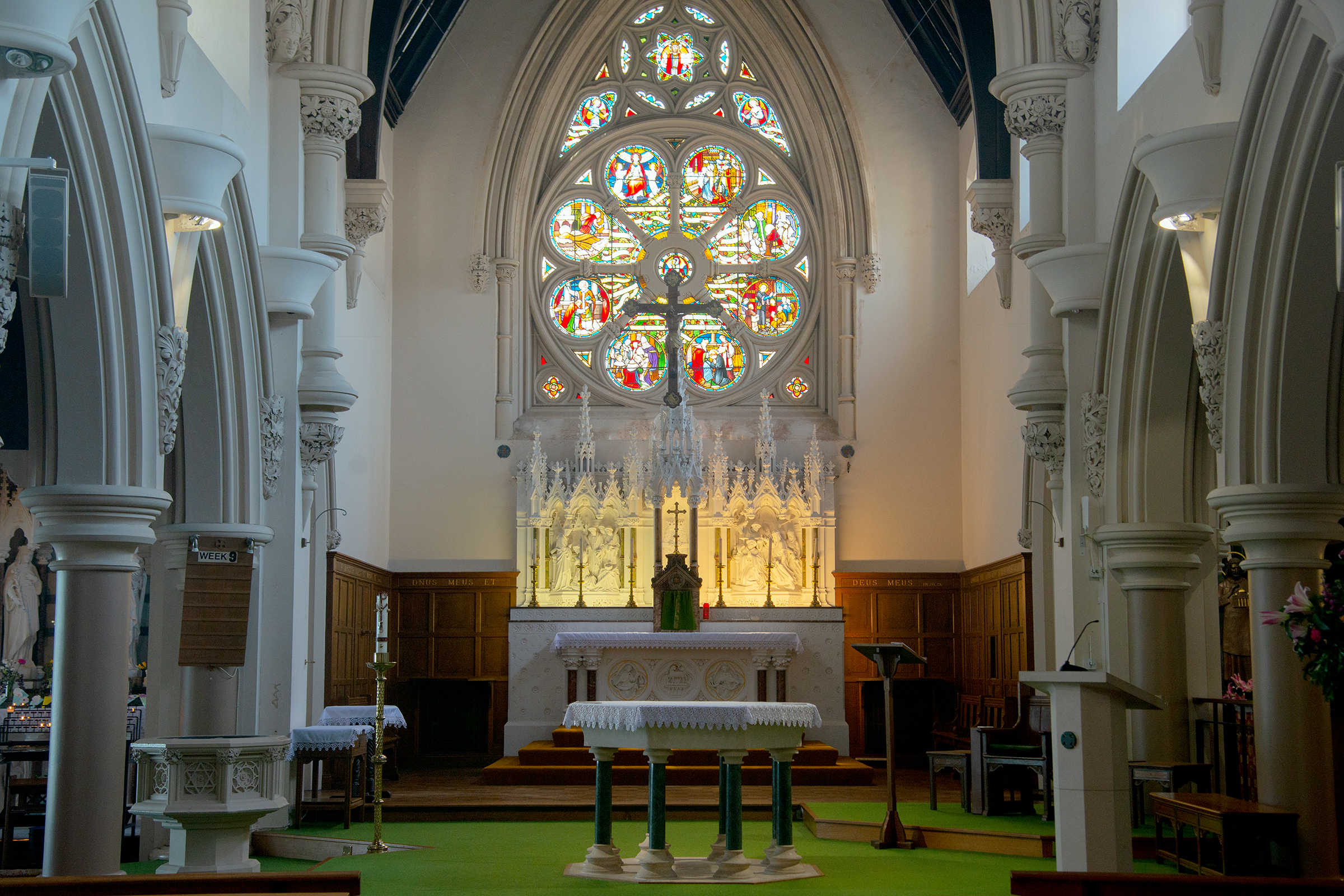
Церковь св. Фомы Кентерберийского

В 1874 году начались строительные работы над новой церковью. Она была спроектирована Джоном Грином Холлом, местным архитектором. На дизайн церкви оказал влияние Эдуард Уэлби Пугин, который умер в 1875 году и работал в Хейлз-Плейс в 1860-х годах.  Главный алтарь и алтарь Девы Марии были спроектированы А. Э. Пурди. 13 апреля 1875 года церковь была открыта. Первую мессу провёл архиепископ Вестминстерский, кардинал Генри Мэннинг.
Значительные структурные изменения в интерьере церкви произошли в 1962/63 годах. Над алтарём расположился витраж с двойной розой под готической аркой. В 1980-х годах работы над внутренним устройством были в основном завершены. Был установлен новый восьмиугольный алтарь из известняка с мраморными колоннами (главный алтарь остался на месте). В святилище была установлена купель.
В ложе церкви находится орган, восстановленный в 1990 году.